# Ескадра річки Джеймс

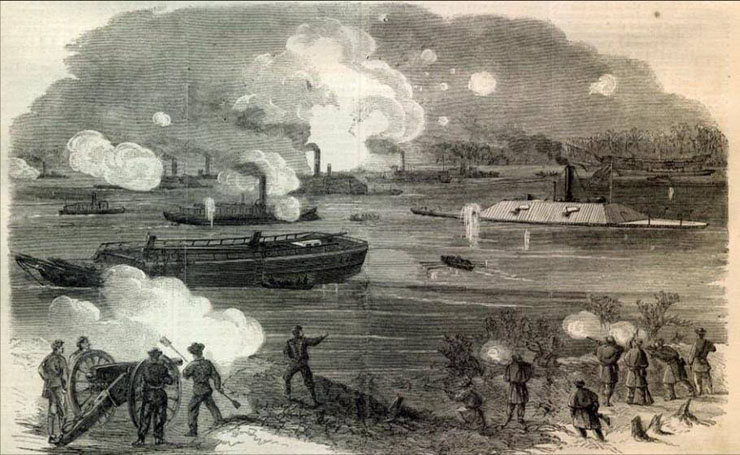
Ескадра річки Джеймс проривається через загородження, січень 1865. Ескіз Альфреда Р. Вауда (Alfred R. Waud)

Ескадра річки Джеймс (James River Squadron)  - річкове формування, яке було створене незабаром після сецесії Вірджинії під час Громадянської війни у США. Ескадра була складовою Військово-морських сил штату Вірджинія, а потім була передана Флоту Конфедерації. Її основним призначенням було забезпечення контролю Конфедерації над річкою Джеймс, яка була основним водним шляхом до її столиці Ричмонду. Історія формування має дві етапи. Це початок війни, коли ескадра складалася переважно з дерев'яних кораблів, (крім знаменитої CSS Virginia). Цей період завершився Битвою при Дрюрі-Блафф 15 травня  1862 року.  У другому періоді її основою були броненосці на чолі з флагманом CSS Virginia II.

## Історія

### Контекст
Тимчасовий військово-морський флот Вірджинії був заснований постановою Конвенту Вірджинії 27 квітня 1861 року, коли штат вийшла зі складу США.  Ескадра річки Джеймс була сформована як частина цього флоту.  Коли Вірджинія приєдналася до Конфедеративних Штатів Америки, губернатор Джон Летчер видав 6 червня 1861 прокламацію про передачу "всіх офіцерів, моряків і морських піхотинців Тимчасового флоту Вірджинії", і вони увійшли до складу Флоту Конфедеративних Штатів.

### Перший етап

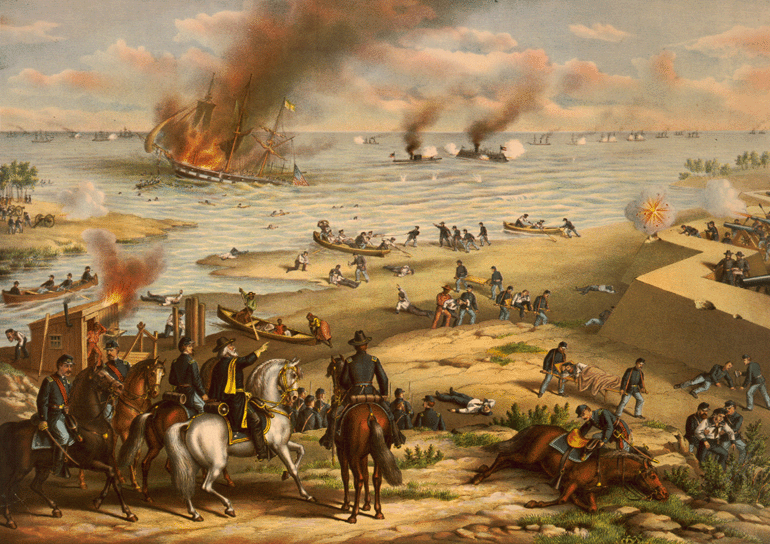
Битва між "Монітором" і "Вірджинією"

Джон Рандольф Такер (John Randolph Tucker) був командувачем Ескадри річки Джеймс під час її першої бойової акції - Битви на рейді Гемтон-Роудс 8 - 9 березня 1862 поблизу Норфолку.  На той час ескадра включала броненосець CSS Virginia, колісні пароплави CSS Thomas Jefferson та CSS Patrick Henry, а також гвинтові канонерські човни CSS Beaufort and CSS Raleigh.
Внесок невеличкої Ескадри річки Джеймс був аж ніяк не найменш визначним у цій великій боротьбі. Його затіняє битва броньованих гігантів, але у дні "дубових стін" він був би особливо відзначений як приклад хоробрості і морської майстерності, якою відзначається військовий флот
За успішні дії колісного пароплава CSS Jamestown, його капітана Джозеф Барні (Joseph N. Barney) був підвищений.
Ескадра зазнала втрат після того, як у північан зявилася можливість підніматися вгору по ріці Джеймс, коли  "Віргінія" була знищена екіпажем. Щоб посилити оборону біля Дрюрі-Блафф CSS Jamestown був там затоплений, а його гармати встановлені на березі. Команда пароплава разом з командами інших кораблів ескадри взяла участь у  Битві при Дрюрі-Блафф 15 травня  1862 року. Корпус нового броненосця  CSS Richmond відбуксирували з Норфолку до Ричмонду під час цього відступу.

### Другий етап

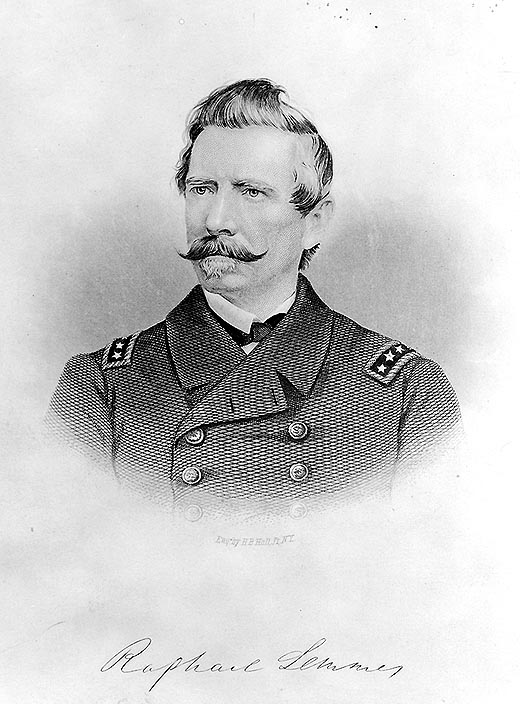
Останній командувач Ескадри річки Джеймс адмірал Рафаел Семмес (Raphael Semmes)

Після травня 1862 до кінця 1863 року, ситуація на ріці Джеймс була досить спокійна. За відсутності бойових дій міністерство оборони Конфедерації направило частину моряків Ескадри на посилення Армії Північної Вірджинії, яка мала сильну потребу у поповненнях. Підрозділи моряків також тимчасово обслуговували оборонні споруди Ричмонду. Ця служба у берегових частинах тривала до кінця війни, насамперед на Дрюрі-Блафф.
Наприкінці травня 1864 року конфедерати прибрали загородження з річки Джеймс, і ескадра спустилась вниз по течії і виявила що федерали побудували власні річкові загородження. Кораблі ескадри здійснювали вогневі нальоти на ворожих війська на берегах річки до 13 серпня, коли ними було здійснене потужне бомбардування  федеральної армії.
Протягом решти року відбувалися періодичні дуелі між річковою ескадрою і федеральними береговими батареями.  Ескадра майже постійно залишалася нижче Дрюрі-Блафф.  У січні 1865 р. Ескадра річки Джеймс спробувала прорватися через загородження на ріці, аби порушити постачання армії Улісса Гранта.  Під час битви два менших корабля було втрачено, а майже всі інші зазнали пошкоджень різного ступеню.  Під час спроби пройти загородження кілька кораблів застрягли через падіння рівня води. Коли до обстрілу берегових батарей приєднався монітор Onondaga та дві канонерки Флоту союзу, ескадра була вимушена відступити.

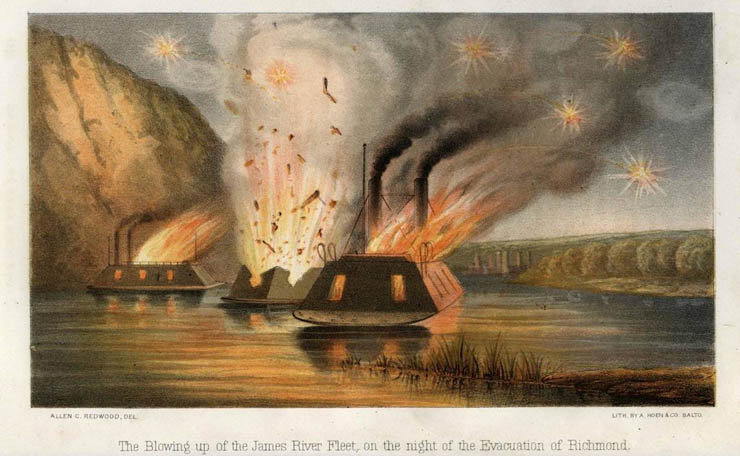
Картина "Підрив флоту річки Джеймс у ніч евакуації Ричмонду" Алена Крістіана Редвуда (Allen Christian Redwood)

З цього моменту, внесок ескадри звівся до обслуговування  важких гармат на укріпленнях Ричмонда. Після падіння Ричмонда, Ескадра річки Джеймс отримала наказ знищити свої кораблі, а їх екіпажам приєднатися до армії  генерала Роберта Лі.  Але поки кораблі були знищені, Ричмонд охопило полум'я був у вогні, яке відрізало шлях до від армії Лі. Тож моряки вийшли на околиці Ричмонда і, знайшовши там поїзд, вирушили до армії генерала Джозефа Джонстона.
Кілька моряків з цієї ескадри, таки приєдналися до Лі і взяли участь у відчайдушній ар'єргардній операції під час битві при Сайлер-Крик, а потім здалися з армією в Аппоматтоксі.  1 травня 1865 року армія Джонстона, включаючи решту моряків ескадри річки Джеймс, була здалась генералу Вільяму Т. Шерману і була розформована.

## Кораблі ескадри

### Перший етап
CSS Virginia

#### Другий етап
CSS Virginia II.
CSS Fredericksburg